# Actinopeltis
Actinopeltis is een monotypisch geslacht in de familie Microthyriaceae. Het bevat alleen Actinopeltis peristomalis.